# 타이베이 첩운 381형 전동차

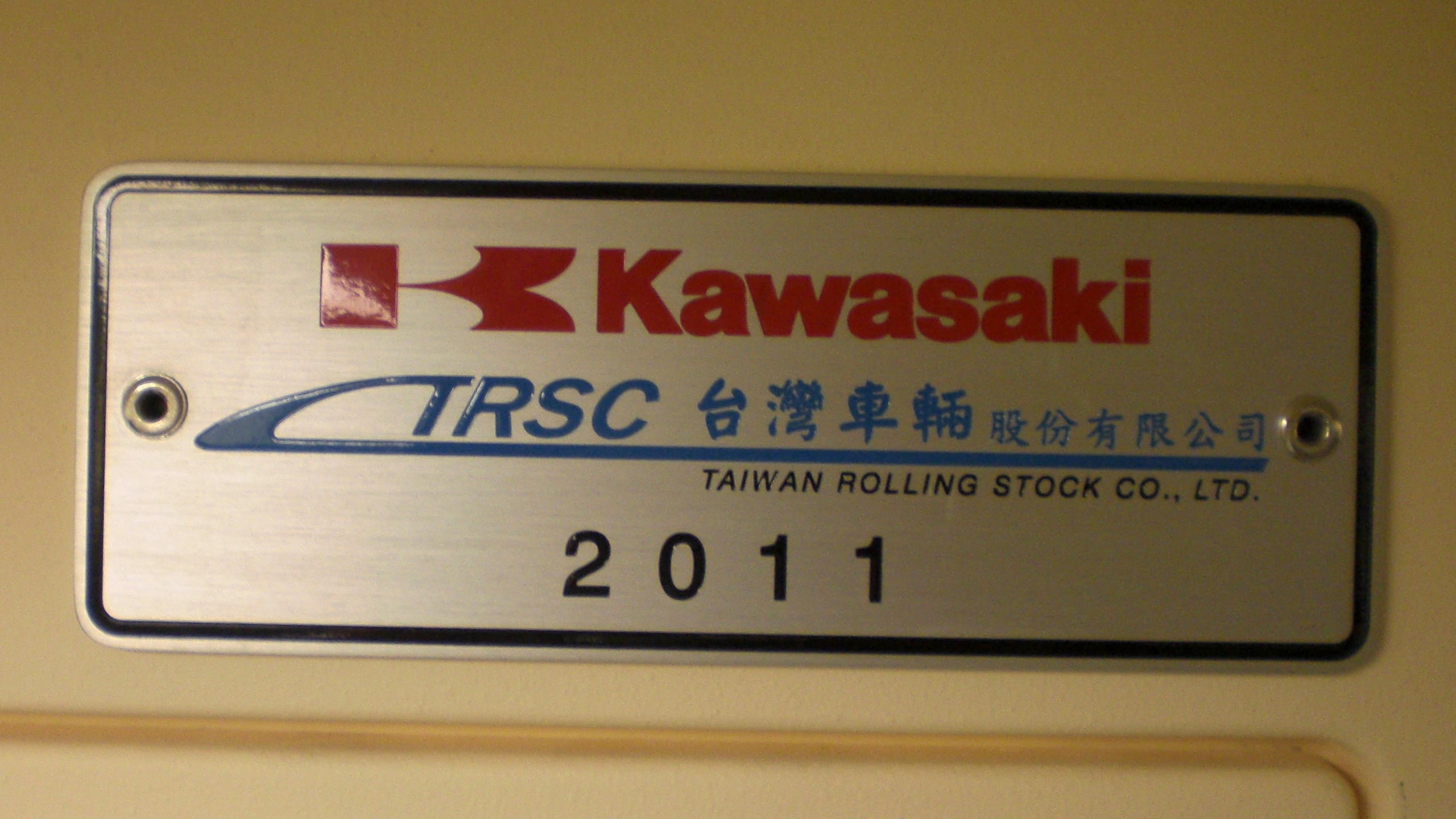
C381 구획에 있는 가와사키 중공업 및 타이완 차량의 명판

타이베이 첩운 381형 전동차(중국어: 台北捷運381型電聯車, 약칭 C381형 전동차)는 타이베이 첩운의 직류식 통근형 전동차로, 현재 타이베이 첩운의 최신식 중형 전동차이기도 하다.

## 매입 계획과 과정
이 열차는 쑹산선과 신이선의 건설에 맞추어 증설된 전동차로 신이선과 쑹산선 전동차의 입찰공사의 하나로 48편성(24열) 144대로 가와사키 중공업과 타이완 차량이 입찰 및 제조 계약을 체결하여 제작했다.

## 열차 개요
이 열차는 301형 전동차 이후 다섯번째 차량유형으로, 371형과 최대 50%까지 상호 교환이 가능하여 371형 후속 지원 차종에 속할 수 있다.

### 차체
이 열차는 차체 외관에 큰 혁신을 가져왔으며, 차량 측면에 상단의 넓은 폭의 띠와 하단의 좁은 폭의 띠로 도색한 것 외에, 앞부분도 비교적 유선형의 설계로 바꾸었고, 앞 유리는 입체적인 곡면 디자인으로 확대되고, 차량 측면과 전면에 MRT 마크를 추가하고, 차량 연결부에 EMU800과 유사한 추락방지 장막이 추가되어 차세대 전동차의 디자인을 살렸다.

### 내부
내장의 경우, 원래의 디자인 양식을 사용했지만, 많은 혁신적 요소가 있다. 기존의 일자형 손잡이를 고리형 손잡이로 바꾸고, 다기둥식 기둥을 부착해 손잡이의 접근성을 높였다. 전두부 앞 두 객차의 좌석은 긴 막대형으로 배열되었고, 객차 중앙 및 후면 좌석을 제외한 나머지는 수화물 선반이 있어 대형 수하물을 소지한 승객들이 이용하도록 했다. 그러나 이후 경영 점검 및 여객 수요에 따라 일부 수화물 선반을 철거하고, 일반 좌석 및 경로석으로 변경하였다. 다른 객차는 원래 자전거 고정대를 설치하여 휴일에 자전거를 운반하는 승객이 이용하도록 하였으나, 운행에 들어가기 전에 이미 철거하였다. 운전실에 가까운 쪽에서 왼쪽은 여전히 휠체어 주차공간이고, 오른쪽은 접이식 1인용 좌석이 새로 생긴다. 점유 공간을 줄이기 위해 소화기는 객차 양쪽 끝의 상자안에 삽입식으로 설치하였다. 차량 내 카메라 수는 각 칸당 4개로 늘려 천장에 고르게 배치되었다.
|               |                        |
| 차량 연결통로 | 차량내 운행정보 모니터 |

## 열차운용
| 번호     | 제조년도 | 협력 업체   | 구매수량                                | 구성                | 운행 노선    |
| -------- | -------- | ----------- | --------------------------------------- | ------------------- | ------------ |
| 501～514 | 2010년   | 가와사키    | 신이선(CR381)13편성 쑹산선(CG391)10편성 | █ 베이터우 기기공장 | 단수이신이선 |
| 515～532 | 2011년   | 타이완 차량 | 신이선(CR381)13편성 쑹산선(CG391)10편성 | █ 베이터우 기기공장 | 단수이신이선 |
| 533～540 | 2011년   | 타이완 차량 | 신이선(CR381)13편성 쑹산선(CG391)10편성 | █ 신뎬 기기공장     | 쑹산신뎬선   |
| 541～546 | 2012년   | 타이완 차량 | 신이선(CR381)13편성 쑹산선(CG391)10편성 | █ 신뎬 기기공장     | 쑹산신뎬선   |
| 547／548 | 2013년   | 타이완 차량 | 투청선 딩푸 연장선(CD311A)1편성         | █ 신뎬 기기공장     | 쑹산신뎬선   |

## 특별도색 열차
|                                               |                                |
| 친자 우선구(親子友善區)의 麻吉貓(2016년 이후) | 유니버시아드 도색 차량(2017년) |

## 편성
| ← 샹산・신뎬단수이・쑹산 → |                     |             |                 |                 |             |                     |
| 객차번호                   | 1                   | 2           | 3               | 4               | 5           | 6                   |
| 열차번호대                 | 15xx                | 25xx        | 35xx            | 35yy            | 25yy        | 15yy                |
| 형태구분                   | DM1                 | T           | M2              | M2              | T           | DM1                 |
| 차량번호                   | 1501 : 1547         | 2501 : 2547 | 3501 : 3547     | 3502 : 3548     | 2502 : 2548 | 1502 : 1548         |
| 동력장치                   | 장치1               | 장치1       | 장치1           | 장치2           | 장치2       | 장치2               |
| 집전장치                   | 있음                |             | 있음            | 있음            |             | 있음                |
| 기계 설치                  | VVVF,BC,HSCB        | CP,Mtr,SIV  | VVVF,BC,HSCB,CP | VVVF,BC,HSCB,CP | CP,Mtr,SIV  | VVVF,BC,HSCB        |
| 기타 설비                  | 折,,                |             |                 |                 |             | 折,,                |
| 차량 중량                  | 40.1                | 34.8        | 39.2            | 39.2            | 34.8        | 40.1                |
| 좌석수                     | 23(접이식 1개 포함) | 66          | 66              | 66              | 66          | 23(접이식 1개 포함) |
| 승객적재량                 | 221                 | 368         | 368             | 368             | 368         | 221                 |

- VVVF：가변 전압 가변 주파수 제어
- Rc：정류기
- Mtr：변압기
- HSCB：회로 차단기
- SIV：정지형 인버터
- CP：압축기
- BC：보조전원공급용 배터리 충전기
-  : 휠체어 고정장치
- ：자전거 고정장치
- 折：접이식 의자